# Sillaba
La sillaba è un complesso di suoni che si pronuncia unito con una sola emissione di voce. L'unità prosodica della sillaba è presente nelle realizzazioni foniche di ogni lingua, e il fatto che i parlanti sappiano sillabare con naturalezza nelle proprie lingue dimostra che la sillaba è un elemento del linguaggio implicito nella coscienza linguistica di ogni parlante.

Rappresentazione ad albero di due monosillabi inglesi, cat e sing. La sillaba (σ) è divisa in attacco, nucleo e coda (questi ultimi due formano la rima).

È formata da tre o più elementi: un attacco (o incipit; onset in inglese), un nucleo e una coda. Nucleo e coda sono in genere riuniti in un'ulteriore unità prosodica detta "rima". Il nucleo è l'unica parte obbligatoria; possono costituire nucleo sillabico le vocali, i dittonghi, e, in alcune lingue, le consonanti sonoranti (liquide, come [r] e [l], o nasali, come [m] o [n]).
Normalmente, la sillaba e le sue componenti sono indicate con lettere dell'alfabeto greco: σ indica l'intera sillaba, ν il nucleo, κ la coda, ω l'attacco. Nucleo e coda formano la rima (ρ). Il termine "testa", a seconda delle varie scuole, è sinonimo di "attacco" o di "nucleo". Una sillaba è detta "aperta" o "libera" quando termina per vocale, "chiusa" o "implicata" quando termina per consonante.
La sillaba tonica, quella su cui cade l'accento o sulla quale deve essere appoggiata la voce per una corretta pronuncia, caratterizza la parola stessa, infatti abbiamo parole tronche quando la sillaba tonica è l'ultima, piane quando la sillaba tonica è la penultima, sdrucciole quando la sillaba tonica è la terzultima, bisdrucciole quando la sillaba tonica è la quartultima. Nella lingua italiana abbiamo in prevalenza parole piane.
La sillaba protonica è quella che precede la sillaba tonica.

## Sillabazione fonetica e ortografica
La sillaba rappresenta l'unità minima di realizzazione sonora del linguaggio umano. Ogni parola si compone almeno di una sillaba, infatti le parole più brevi sono dette "monosillabi".
Quando abbiamo difficoltà nel comunicare ad un interlocutore una parola piuttosto lunga, ad esempio perché la linea telefonica è disturbata, spesso la si divide in parti più piccole, che corrispondono alle sillabe. La scansione sillabica praticata in tali situazioni corrisponde in linea di massima a quella prevista dalla norma ortografica, salvo per alcuni casi particolari. La sillabazione ortografica, adottata soprattutto per andare a capo interrompendo una parola, mira proprio a segmentare la parola in costituenti più piccoli ma adatti ad una pronuncia autonoma.
Un discorso analogo vale per la sillabazione poetica. Anch'essa si discosta per alcune convenzioni proprie da quella fonetica, ma in linea di massima la versificazione si basa sul conteggio delle sillabe fonetiche, al fine di dare ritmo alle sequenze. L'unità della sillaba è riconosciuta in tutte le tradizioni di poesia orale. Anche quelle basate sull'unità del piede, come quella latina, non fanno eccezione, perché il piede si basa sul raggruppamento di più sillabe. Il principio della sillabazione è presente nella metrica latina come in quella italiana, la differenza sostanziale è nella considerazione degli accenti.
Il concetto di sillaba fa parte della competenza linguistica di ogni parlante nativo, compresi bambini ed analfabeti. Ancor prima dell'insegnamento scolastico, i bambini sono in grado di sillabare; ad esempio alcuni giochi verbali da loro praticati si basano sul rimescolamento delle sillabe. Gli insegnanti della scuola elementare solitamente non si dilungano per spiegare in cosa consista la sillabazione, ma semplicemente riportano ai bambini degli esempi che subito loro sanno imitare con altre parole. La scuola si dedica ad alcuni particolari casi, che provocano dubbi sul numero delle sillabe oppure sulla divisione di alcuni gruppi consonantici. Famosa è la regola che vuole “la lettera S sempre ad inizio sillaba”, che i bambini imparano a memoria, perché spontaneamente potrebbero optare per una scansione diversa. In realtà gli studi linguistici sulla sillabazione spesso mostrano il valore del modo di sillabare dei bambini. Ad esempio concordano con i bambini non scolarizzati nell'assegnare il suono [s], quando seguito da consonante, alla sillaba precedente.
Lo stesso vale per l'altro punto problematico, la sillabazione in caso di vocali in iato. Parole come "mio" secondo la norma tradizionale andrebbero sillabate come “mi-o”, cioè con uno iato, uno stacco sillabico tra due vocali contigue. I bambini spesso in tali casi sono in dubbio tra la scansione bisillabica della norma ed una monosillabica. In realtà entrambe sarebbero possibili perché la sillabazione dipende dalla pronuncia della parola, in particolare dalla velocità d'elocuzione. La norma tradizionale si riferisce a parole pronunciate in isolamento, a ritmo lento; i bambini invece si basano sulla pronuncia nel parlato quotidiano, a ritmo allegro, in cui la parola è inserita in una catena fonica più ampia, ed è soggetta a fenomeni come quello della devocalizzazione in iato che provocano una riduzione del numero delle sillabe.
Esiste quindi uno scarto fra la scansione sillabica imposta dalla norma ortografica italiana e quella reale, basata sulla pronuncia effettiva, detta anche "sillabazione fonetica".
La sillabazione ortografica dovrebbe ovviamente essere il riflesso di quella reale, ma gli studi di fonetica ne hanno rilevato le incongruenze.
Anche le grammatiche tradizionali, che per definizione privilegiano la norma e la lingua scritta, notano che in alcuni casi la sillabazione ortografica è incoerente rispetto alla realtà fonetica. Si può citare la grammatica di Luca Serianni, punto di riferimento per tutte le grammatiche tradizionali che le sono seguite.
Serianni si rifà alle norme fissate dall'Ente Nazionale di Unificazione (UNI) nel 1969, ma evidenzia come in alcuni casi nella sillabazione “c'è contrasto tra grafia e fonetica”, soprattutto nelle sequenze con S seguita da consonante.
Alcuni linguisti propongono quindi di specificare, nel riferirsi al concetto di sillaba, se si tratti dell'unità individuata dalle norme dell'ortografia oppure a livello fonetico. Luciano Canepari, ad esempio, le distingue ricorrendo al termine di "fono-sillaba" per riferirsi all'unità fonetica, mentre con "sillaba" o più precisamente "grafo-sillaba" si riferisce alla sillaba ortografica.

## Definizione acustica
Dal punto di vista acustico ogni sillaba corrisponde ad un picco di intensità sonora, il nucleo. Attorno ad esso possono essere aggregati altri suoni più deboli, divisi fra le sillabe in modo che ogni attacco sia meno intenso della coda precedente. In tal modo la sillaba inizia con un minimo di intensità e termina prima del minimo successivo, formando un profilo dell'intensità ascendente-discendente.
La scansione sillabica che ogni parlante è in grado di compiere sembra corrispondere in linea di massima al suddetto principio acustico. Quando un suono debole si trova fra due suoni intensi viene spontaneamente sillabato come attacco del nucleo successivo.
Esempio: "rimo" ['ri.mo]
Lo stesso avviene quando intercorrono in sequenza due suoni deboli con intensità crescente, entrambi aggregati come attacco al nucleo successivo.
Esempio: "apro" ['a.pro]
Quando invece con due suoni deboli consecutivi il primo è più intenso dell'altro, la scansione lo aggrega al nucleo precedente, mentre il secondo è sillabato con il nucleo successivo.
Esempio: "armo" ['ar.mo]
Ciò però non può avvenire se i due suoni deboli si trovano in posizione iniziale, perché entrambi dovranno per forza venir sillabati come attacco della prima sillaba. La stessa situazione si verifica in posizione interna quando i suoni deboli consecutivi sono tre o più, perché non sempre diventa possibile una sillabazione che crei un profilo dell'intensità ascendente-discendente.
La funzione di nucleo sillabico è normalmente riservata alle vocali, mentre quella di attacco e di coda è svolta dalle consonanti. Anche dal punto di vista etimologico il termine consonanti si riferisce alla loro proprietà di "con-suonare", cioè di dover suonare assieme alle vocali. Le consonanti non vengono mai emesse da sole, ma si appoggiano alle vocali. Anche nei nomi delle lettere dell'alfabeto italiano, ad esempio, mentre il nome delle vocali corrisponde al loro suono, il nome delle consonanti occlusive è composto dal loro suono seguito da una vocale.
La distinzione fra suoni intensi, che fungono da nuclei, e suoni deboli non è però netta e statica come quella tradizionale fra vocali e consonanti. In realtà vocali e consonanti formano un crescendo continuo d'intensità, e la linea di separazione tra foni forti (sillabici) e foni deboli varia da lingua a lingua.

## Scala di sonorità
I foni possono essere ordinati in base all'intensità in una scala di sonorità, detta anche "scala di sillabicità", intendendo con sillabicità la propensione di un fono a fungere da nucleo sillabico. Normalmente la scala è composta per livelli gerarchici che riuniscono foni di intensità simile. Piccole differenze nell'intensità solitamente non sono messe in rilievo, perché non corrispondono a differenti comportamenti nella sillabazione. Ad esempio i foni [j] e [w] sono posti sullo stesso livello perché nella sillabazione delle lingue mostrano di norma un comportamento identico, nonostante [j] sia a rigore leggermente più intenso di [w].
Una scala di sillabicità dettagliata di norma distingue almeno dieci livelli:
1. Vocali aperte
2. Vocali medie
3. Vocali chiuse
4. Approssimanti
5. Vibranti
6. Laterali
7. Occlusive nasali
8. Fricative sonore
9. Occlusive e affricate sonore
10. Fricative sorde
11. Occlusive e affricate sorde

La scala di intensità riportata inizia con il massimo dell'intensità e termina con il minimo. Altri nomi con cui è indicata sono "scala di sonorità intrinseca" e "scala della forza vocalica". In alcuni testi linguistici viene riportata una gerarchia inversa, detta "scala della forza consonantica", che si basa non sull'intensità acustica ma sulla forza articolatoria impiegata nella realizzazione dei foni. A parità di intensità dell'emissione acustica, i foni in cima alla scala di forza consonantica comportano un maggior dispiego di energia nella realizzazione.
L'intensità acustica è determinata dalla modalità di produzione di un fono. Il fattore più rilevante è la configurazione della glottide: i foni sonori hanno un'intensità superiore a quella dei foni sordi. Gli altri tipi di fonazione glottidale, non considerati nella scala sovraesposta, incidono sull'intensità perlopiù in modo intermedio rispetto alla fonazione sonora e a quella sorda.
Un altro fattore fondamentale è l'apertura articolatoria: meno il canale orale è ristretto e maggiore sarà l'intensità. La fonazione sonora e l'apertura articolatoria massima portano a collocare in cima alla scala le vocali. È interessante però notare che se l'articolazione delle vocali viene realizzata con una fonazione sorda la loro intensità cala drasticamente, divenendo inferiore a quella delle occlusive sonore. Viceversa per i suoni più chiusi, specialmente quelli occlusivi e fricativi, la differenza fra fonazione sorda o sonora è poco rilevante, tanto che molti autori non distinguono agli ultimi livelli della scala il tipo di fonazione.
Subito dopo le vocali nella scala si trovano le approssimanti, leggermente più chiuse delle vocali e quindi leggermente meno intense. Un altro nome con cui la linguistica tradizionale designa le approssimanti dell'italiano è "semiconsonanti", che indica proprio la loro collocazione intermedia fra le vocali e le altre consonanti; nella classificazione IPA sono collocate però fra le consonanti.
La differenza nel modo di articolazione provoca la differenza d'intensità fra vibranti e laterali. Nella realizzazione delle vibranti si forma un'occlusione durante i rapidi contatti dell'apice linguale con la volta palatale, ma fra un contatto e l'altro il canale orale rimane aperto. Nella realizzazione delle laterali invece la cavità orale viene parzialmente chiusa dalla lingua, che lascia passare l'aria solo ai lati, e il suono così prodotto ha un'intensità minore di quella delle vibranti. Tuttavia la differenza d'intensità fra vibranti e laterali non è di grande rilievo, e anche il loro comportamento sillabico è similare, tanto che molti autori nelle scale di sillabicità le raggruppano assieme sotto il nome di liquide. L'intensità dei foni occlusivi nasali è legata invece a diversi fattori. La cavità nasale non solo funge da via di uscita dell'aria, ma funziona anche da cassa di risonanza. L'occlusione realizzata nel cavo orale contemporaneamente però smorza parte dell'intensità.
In fondo alla scala si collocano i foni fricativi ed occlusivi, che presentano il minimo dell'apertura articolatoria. Come accennato sopra non tutti gli studiosi li dividono su quattro livelli. Spesso la suddivisione è meno minuziosa, ma le soluzioni adottate sono differenti. Alcuni linguisti considerano assieme sonore e sorde, distinguendo però fra fricative (il penultimo livello d'intensità) ed occlusive (l'ultimo). Altri accomunano occlusive e fricative sonore da una parte e occlusive e fricative sorde dall'altra, considerando più rilevante la loro sonorità glottidale. Dal punto di vista strettamente acustico quest'ultima è la soluzione più coerente, in quanto lo scarto d'intensità si presenta soprattutto con il variare della sonorità, mentre è meno marcato con il variare del modo di articolazione da occlusivo a fricativo. Basandosi invece sul comportamento sillabico è preferibile la prima soluzione: nonostante la piccola differenza d'intensità, occlusive sonore e sorde si presentano normalmente nella sillabazione come una classe compatta. Lo stesso vale pure per le fricative, ma in misura minore, perché può accadere anche che le fricative sonore si comportino in modo diverso dalle fricative sorde.